# 鹿の園
鹿の園（しかのその）
- フランス王ルイ15世のために開設したとされる娼館。本項で説明。
- ノーマン・メイラーの小説（1955年）。ハリウッド映画界を舞台にする。
- 上村一夫の「エロスホラー漫画」。

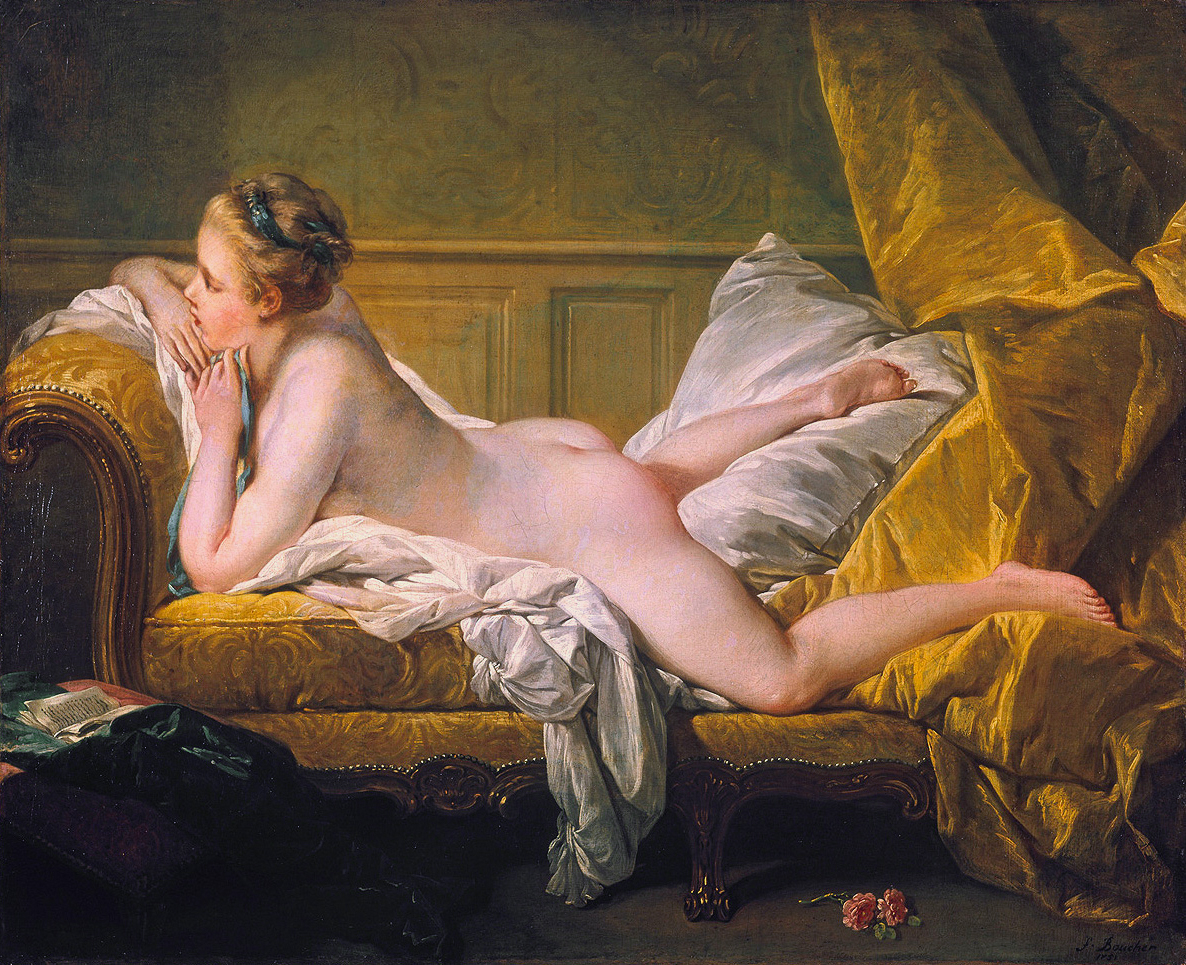
フランソワ・ブーシェの描いたオミュルフィ

鹿の園（しかのその、仏: Parc-aux-cerfs）は、18世紀、フランス王ルイ15世のために、その公妾ポンパドゥール夫人がヴェルサイユの森に開設したとされる娼館のことである。名を伏せて訪れるルイ15世に性的な奉仕を行った。ルイ15世と娼婦の間に生まれた子には年金を保障し、男子は将校に取り立て、女子には良縁を取り次いで面倒を見た。鹿の園にいた女性ではマリー＝ルイーズ・オミュルフィなどが知られている。デュ・バリー夫人が公妾に就くに伴い、鹿の園は閉鎖された。
平民出身で美貌と才覚でルイ15世の公妾の地位を獲得したポンパドゥール夫人が、ルイ15世の寵愛を独占しつづけ、かつ新たな愛妾がルイ15世に生まれないよう、名もない市井の女性に金を支払って一定期間「鹿の園」に住まわせたと云われている（異説もある）。
ベルサイユでは「鹿の園と宮殿は地下通路で繋がっており、奉仕の教育を受けた少女達がそこから王の元へ行った」と信じられている。しかし、それは噂であり実際に見たものはいない。現在、建物は民家となっている。地下室はあるが、宮殿への道とされる部分は石で塞がれている。